# آن سه-اوک
آن سه-اوک (انگلیسی: An Se-uk؛ زادهٔ ۱۳ مارس ۱۹۴۸) بازیکن فوتبال اهل کره شمالی بود.
وی همچنین در تیم ملی فوتبال کره شمالی بازی کرده‌است.